# 立合斯頓
立合斯頓控股有限公司，簡稱立合斯頓控股，以及立合斯頓（英語：Riverstone Holdings Limited，SGX：AP4），在1989年由黄德顺在馬來西亞創立。
現時業務在馬來西亞、泰國、中國內地等其他國家經營生产和营销在高度控制及重要环境使用的无尘产品，而產品包括膠手套等。
而總部位於Lot 55 & 56, No. 13, Jalan Jasmin 2, Kawasan Perindustrian Bukit Beruntung, 48300 Bukit Beruntung, Selangor, Malaysia，以及80 Robinson Road #02-00 Singapore 068898。
而股份在2006年11月20日於新加坡交易所主板上市。招股價為0.26新加坡元，發行新股為78,000,000股，集資額為20,300,000新加坡元。

## 連結
- Riverstone.com.my （页面存档备份，存于）